# Gendringen

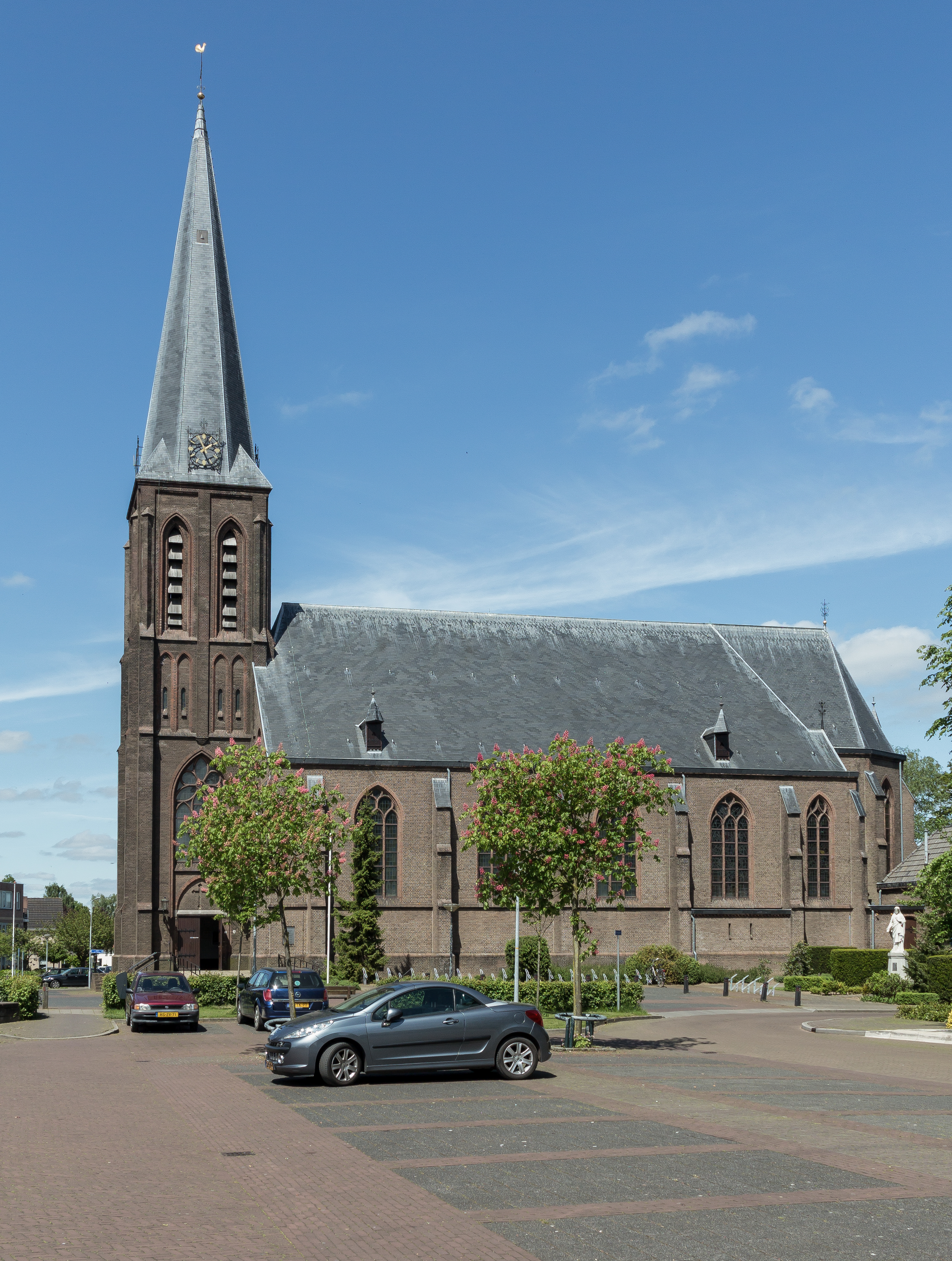
Gendringen, Kirche: de Sint Martinuskerk

Gendringen ist ein niederländisches Dorf der Gemeinde Oude IJsselstreek, das zu den Regionen Liemers und Achterhoek in der Provinz Gelderland gehört. Das Dorf hat 4.475 Einwohner und liegt am Fluss Oude IJssel. Gendringen liegt direkt an der Grenze zwischen Deutschland und den Niederlanden und hat einen Übergang zum Nachbarort Anholt, der zur Stadt Isselburg (Kreis Borken) gehört. Die Landesgrenze führt in west-östlicher Richtung im Süden von Gendringen entlang. Auf niederländischer Seite grenzt Gendringen an die Gemeinden Montferland, Doetinchem und Aalten.
Wichtiger Verkehrsweg ist die Bundesautobahn 3, die das Dorf über den Autobahnanschluss 4 (Rees-Bocholt) mit dem Ruhrgebiet und der nordwestlich gelegenen Stadt Arnheim verbindet. Über die südlich gelegene Bundesstraße 67 ist die westfälische Stadt Münster schnell zu erreichen. Darüber hinaus sind für den Ort die Provinzstraßen N317, N335 und N816 von Bedeutung.

## Die ehemalige Gemeinde Gendringen
Vor dem 1. Januar 2005 gab es eine selbständige Gemeinde Gendringen, die etwa 21.000 Einwohner hatte. Durch die kommunale Neugliederung in den Niederlanden ist die Gemeinde Gendringen durch Zusammenlegung mit der Gemeinde Wisch in der neu gebildeten Gemeinde Oude IJsselstreek aufgegangen.

### Sitzverteilung im Gemeinderat
Bis zur Auflösung der Gemeinde ergab sich seit 1990 folgende Sitzverteilung:
| Partei      | Sitze | Sitze | Sitze | Sitze |
| Partei      | 1990  | 1994  | 1998  | 2002  |
| ----------- | ----- | ----- | ----- | ----- |
| CDA         | 11    | 9     | 8     | 9     |
| PvdA        | 5     | 4     | 5     | 5     |
| Vrije Lijst | 2     | 4     | 4     | 3     |
| VVD         | 1     | 2     | 2     | 2     |
| GroenLinks  | —     | —     | 0     | —     |
| Gesamt      | 19    | 19    | 19    | 19    |

## Städtepartnerschaften
- Kamnik, Slowenien

## Persönlichkeiten
- Henry Lot (1822–1878), Landschaftsmaler
- Johannes van der Vegte (1892–1945), Ruderer

## Dorfleben, Vereine und Events
- Die Oranjevereiniging Gendringen[3] organisiert die Festlichkeiten rund um den jährlichen Nationalfeiertag (Koningsdag). Darüber hinaus ist sie Organisator von Discos für Kinder (disco voor kids), der Nacht van Oranje (Ü 18), Seniorenveranstaltungen und Radtouren.
- Die Pfadfindergruppe Gendringens (Scouting Gendringen)[4] organisiert Freizeitangebote für Jugendliche und Kinder. Kanutouren, Gruppenfahrten, Zeltlager, Bauen mit Holz, Expeditionen in die Natur werden angeboten.
- Die Ondernemersvereniging Gendringen[5] ist ein Zusammenschluss von ca. 40 Unternehmen in Gendringen, die verschiedene Aktivitäten im Dorf koordinieren. Wiederkehrende Veranstaltungen sind das Frühjahrsfest, die Gendringse fietsvierdaagse (Fahrradtage im Juni), Kirmes Gendringen (August), Tag des offenen Monuments (Oktober), Intocht Sinterklaas (Nikolausfest), Moonlight Shopping und den Weihnachts- und Gänsemarkt.
- Die Oudheidkundige Vereniging Gemeente Gendringen (OVGG) ist der Geschichtsverein der Gemeinde Gendringen.[6] Er hat 800 Mitglieder und besteht seit 1979, wurde also gegründet, als noch die politische Gemeinde (Gemeente) Gendringen existierte. Die OVGG beteiligt sich an den jährlichen Tagen des offenen Denkmals, führt Exkursionen durch, hilft bei der Restaurierung historischer Gebäude und informiert allgemein über die Heimatgeschichte von Gendringen und Umgebung.
- Rund um den Ort fanden von 1937 bis 1939 die Radrennen Ronde van Gendringen und von 1951 bis 2005 Dwars door Gendringen statt. Ab 1996 konnten daran auch Profiradrennfahrer teilnehmen. Wegen fehlender Sponsorengelder musste diese traditionelle Veranstaltung jedoch aufgegeben werden.